# Saint-Pierre-de-Varengeville
Saint-Pierre-de-Varengeville – miejscowość i gmina we Francji, w regionie Normandia, w departamencie Sekwana Nadmorska. Przez miejscowość przepływa Sekwana. 
Według danych na rok 1990 gminę zamieszkiwały 2143 osoby, a gęstość zaludnienia wynosiła 163 osoby/km² (wśród 1421 gmin Górnej Normandii Saint-Pierre-de-Varengeville plasuje się na 107. miejscu pod względem liczby ludności, natomiast pod względem powierzchni na miejscu 203.).